# Pulaski megye (Kentucky)
Pulaski megye az Amerikai Egyesült Államokban, azon belül Kentucky államban található. Megyeszékhelye és legnagyobb városa Somerset. Lakosainak száma 65 034 fő (2020. április 1.). Pulaski megye Lincoln, Rockcastle, Laurel, McCreary, Wayne, Russell és Casey megyékkel határos.

## Népesség
A megye népességének változása:
| Lakosok száma | 63 190 | 63 429 | 63 607 | 63 907 | 63 782 | 65 034 |
|               | 2010   | 2011   | 2012   | 2013   | 2015   | 2020   |